# شاهزاده عالم شاه
شاهزاده عالم شاه (1477-1502م) -بالتركية: Şehzade Alemşah- عاش مدة 25 سنة. هو ابن السلطان بايزيد الثاني، و أخ السلطان ياووز سليم خان الأول . قتل على يد أخيه السلطان سليم الأول بسبب الصراع حول العرش.